# Джеймс Ротман
Джеймс Едуард Ротман (на английски: James Edward Rothman) е американски биохимик.
Роден е на 3 ноември 1950 година в Хейврил, Масачузетс, в еврейско семейство на педиатър. През 1971 година получава бакалавърска степен по физика в Йейлския университет, а през 1976 година защитава докторат по биохимия в Харвардския университет. Работи в Масачузетския технологичен институт (1976 – 1978), Станфордския университет (1978 – 1988), Принстънския университет (1988 – 1991), Мемориалния раков център „Слоун Кетъринг“ (1991 – 2003), Колумбийския университет (2003 – 2008) и Йейлския университет (от 2008). През 2013 година получава Нобелова награда за физиология или медицина, заедно с Ранди Шекман и Томас Зюдхоф, за открития от тях механизъм, регулиращ преноса през секреторните мехурчета в клетките.